# John Tewksbury
John Walter Beardsley Tewksbury (Ashley, 21 maart 1876 - Tunkhannock, 25 april 1968) was een Amerikaanse atleet, die zich had toegelegd op de sprint en de hordenummers. Hij nam deel aan de Olympische Spelen van 1900 in Parijs, waar hij vijf medailles won, waarvan twee gouden.

## Biografie

### Studentenkampioen
Tewksbury werd geboren op 21 maart 1876 in Ashley, een plaatsje in Pennsylvania. Zijn vader was dr. Anderson Tewksbury en zijn moeder Mary Harper Tewksbury. Hij studeerde voor tandarts aan de Universiteit van Pennsylvania, een studie die hij in 1899 afsloot met de titel Doctor of Dental Surgery (D.D.S.). Terwijl hij studeerde, blonk hij uit in de atletiek. In 1898 en 1899 won hij twee titels op respectievelijk de 110 en 220 yard tijdens de IC4A-kampioenschappen. Ondanks deze overwinningen werd hij vooral gezien als een hordenspecialist.

### Door glasverzameling naar OS 1900
Nadat hij na afloop van zijn studie was teruggekeerd naar zijn familie in Tunkhannock, leek John Tewksbury de wereld van de sport te zijn vergeten. Het is de verdienste geweest van de legendarische Amerikaanse trainer Mike Murphy, Tewksbury’s trainer tijdens diens studententijd, dat hij aan de Spelen in Parijs deelnam. Murphy stuitte in het kleine plaatsje bij toeval op de familie Tewksbury, toen hij op zoek was naar glaswerk voor zijn glasverzameling en haalde zijn ex-pupil over.

### Vijfmaal bij beste drie
In Parijs nam hij deel aan vijf onderdelen en op al deze onderdelen eindigde hij bij de beste drie, maar hij had stevige concurrentie, onder meer van zijn mede-student Alvin Kraenzlein. Op de 100 m evenaarde Tewksbury het toenmalig officieuze wereldrecord van 10,8 s in de halve finales, maar werd in de finale tweede na Frank Jarvis. De volgende dag werd hij op de 60 m weer tweede, ditmaal na Kraenzlein. Daarna deed Tewksbury mee aan de 400 m horden, die hij won. Dit was een bijzondere overwinning, omdat Tewksbury geen enkele ervaring had op dit onderdeel. Het nummer was in de Verenigde Staten in die tijd nog volledig onbekend, terwijl het bijvoorbeeld in Frankrijk al sinds 1893 in het nationale kampioenschapsprogramma was opgenomen. Bovendien was de wedstrijd nog extra zwaar, omdat de horden niet bestonden uit de gebruikelijke houten hekwerken, maar uit 8 meter lange telefoonpalen, die men op een hoogte van 91,4 cm (= 3 voet) dwars over de baan had gelegd. Tewksbury's hordentalent kwam onder deze omstandigheden uitstekend tot zijn recht. In de finale van de 200 m horden werd hij derde. Kraenzlein won. De finale van de 200 m werd een week later gehouden en daarop won hij zijn tweede olympische titel.
Met deze medaille-oogst leverde Tewksbury een tot nu toe ongeëvenaarde prestatie. Geen hardloper heeft sindsdien op dezelfde Olympische Spelen meer medailles op individuele loopnummers veroverd.

### Talrijke onderscheidingen
Na de Spelen hield Tewksbury op met atletiek en opende hij een tandartsenpraktijk in Tunkhannock in Pennsylvania, die hij vervolgens gedurende 34 jaar uitoefende. In zijn woonplaats werd hij een vooraanstaand burger, die talrijke onderscheidingen en erelidmaatschappen van regionale betekenis verwierf. In 1965 werd hem door de Universiteit van Pennsylvania een eremedaille uitgereikt. Hij stierf op de leeftijd van 92 jaar.

## Titels
- Olympisch kampioen 200 m - 1900
- Olympisch kampioen 400 m horden - 1900
- IC4A kampioen 110 yd - 1898, 1899
- IC4A kampioen 220 yd - 1898, 1899

1900: John Tewksbury ·
1904: Archie Hahn ·
1908: Bobby Kerr ·
1912: Ralph Craig ·
1920: Allen Woodring ·
1924: Jackson Scholz ·
1928: Percy Williams ·
1932: Eddie Tolan ·
1936: Jesse Owens ·
1948: Mel Patton ·
1952: Andy Stanfield ·
1956: Bobby Morrow ·
1960: Livio Berruti ·
1964: Henry Carr ·
1968: Tommie Smith ·
1972: Valeri Borzov ·
1976: Don Quarrie ·
1980: Pietro Mennea ·
1984: Carl Lewis ·
1988: Joe DeLoach ·
1992: Mike Marsh ·
1996: Michael Johnson ·
2000: Konstantinos Kenteris ·
2004: Shawn Crawford ·
2008: Usain Bolt ·
2012: Usain Bolt ·
2016: Usain Bolt ·
2020: Andre De Grasse ·
2024: Letsile Tebogo
1900: John Tewksbury ·
1904: Harry Hillman ·
1908: Charles Bacon ·
1920: Frank Loomis ·
1924: Morgan Taylor ·
1928: David Burghley ·
1932: Bob Tisdall ·
1936: Glenn Hardin ·
1948: Roy Cochran ·
1952: Charles Moore ·
1956: Glenn Davis ·
1960: Glenn Davis ·
1964: Rex Cawley ·
1968: David Hemery ·
1972: John Akii-Bua ·
1976: Edwin Moses ·
1980: Volker Beck ·
1984: Edwin Moses ·
1988: André Phillips ·
1992: Kevin Young ·
1996: Derrick Adkins ·
2000: Angelo Taylor ·
2004: Félix Sánchez ·
2008: Angelo Taylor ·
2012: Félix Sánchez ·
2016: Kerron Clement ·
2020: Karsten Warholm ·
2024: Rai Benjamin